# Хяргас

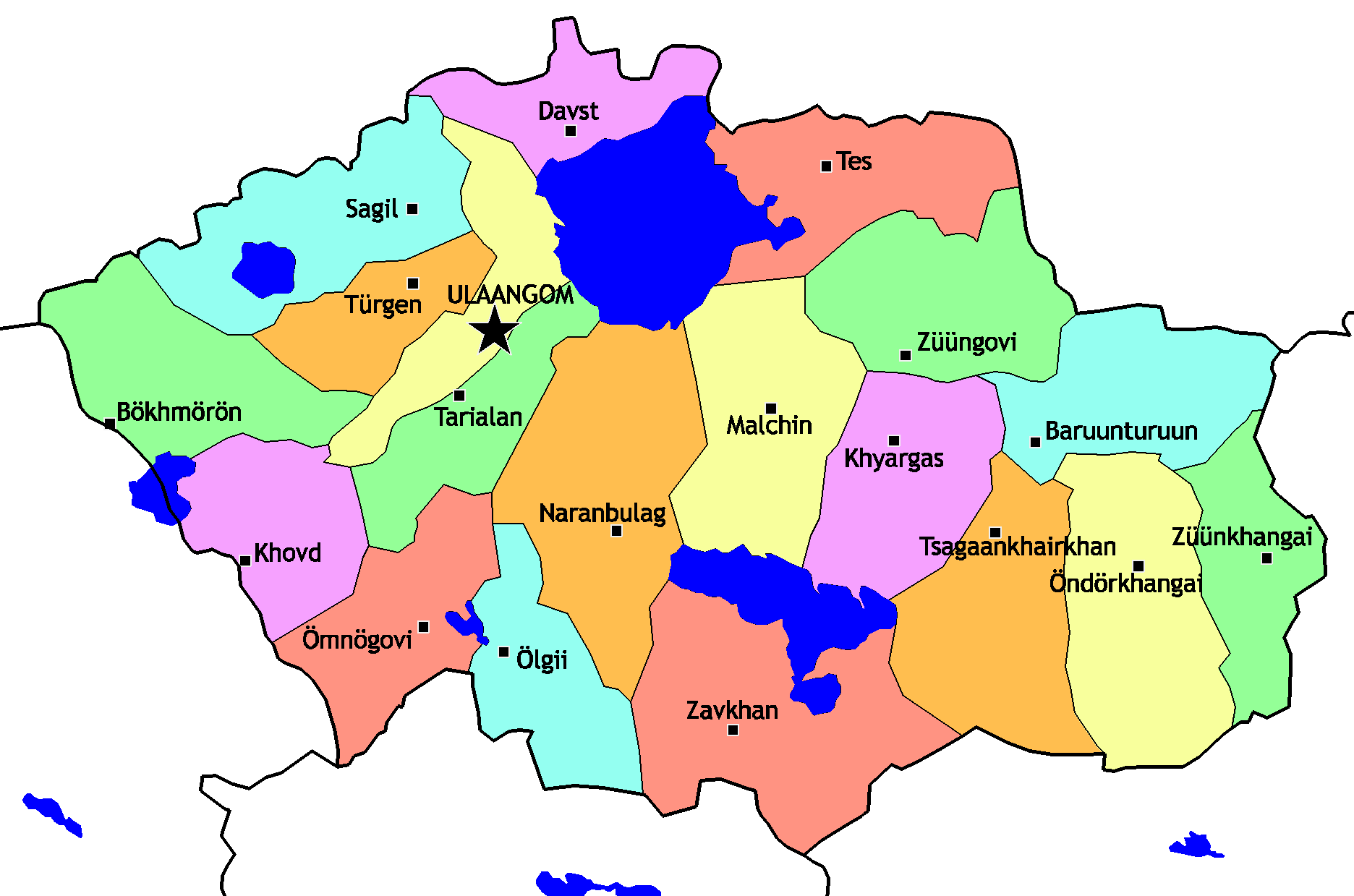
Сомоны аймака Увс

Хяргас (монг. Хяргас?, ᠬᠢᠷᠭᠠᠰᠤ?) — сомон аймака Увс, в западной части Монголии.

## Описание
Площадь сомона составляет — 3,3 тыс. км². Население сомона около 3 300 человек. Центр сомона посёлок Бугат находится в 1156 км от Улан-Батора, в 180 км от центрального города аймака Улаангом. Есть школа и больница. 

### Этнический состав
Большинство населения сомона составляют дербеты, баяты, хотоны и др.

### Климат
Климат резко континентальный. Ежегодные осадки 200 мм, средняя температура января − 20° −34°С, средняя температура июля +16° + 19°С. Много осадков выпадает летом в виде дождя, а весной и осенью в виде снега. Зимы достаточно сухие, с небольшими снегопадами.

### Флора и Фауна
Водятся тушканчики, архары, корсаки, манулы, волки, лисы, дикие козы, косули, зайцы.

### Рельеф
На территории сомона находятся гори Борхайрхан (2691 м), Яргайт (2303 м), Хуц (2015 м). Через сомон протек река Гурамс, находится озеро Хяргас. 

### Полезные ресурсы
На территории сомона добывают железная и медная руда, сырье для химической и строительной промышленности.